# Macaca tonkeana
El macaco de Togian (Macaca tonkeana) es una especie de macaco indonesio endémico del archipiélago de las islas Togian y del centro de la isla de Célebes. Es una especie amenazada por la destrucción de su hábitat natural.